# 根岸朗
根岸 朗（ねぎし あきら、1959年4月24日 - ）は、日本の男性声優、ナレーター。群馬県出身。シグマ・セブン所属。

## 人物
幼い頃はスパイに憧れていたという。
演劇の世界に入り、舞台活動を経る。その後はナレーターとしても活動を行うようになる。
ナレーション中心であり、アニメ、舞台などでも活躍している。
特技は乗馬（障害）、野球（県内2位）、司会。
資格は普通自動車免許、中型二輪免許。

## 出演

### テレビアニメ
1987年
- 愛の若草物語（熊役の男）

1989年
- 手塚治虫の新作アニメ ジャングル大帝（森の動物、ハンター）
- らんま1/2 熱闘編

1990年
- 楽しいムーミン一家（住人A）

1999年
- 魔装機神サイバスター（シュウ・ゾルダーク）

2006年
- 夜明け前より瑠璃色な-Crescent Love-（鷹見沢左門）

### OVA
- 仏典物語（1986年、バッディヤ）
- 銀河英雄伝説外伝 螺旋迷宮（2000年、バレンボイム少将）

### ゲーム
- スプリガン ルナヴァース（1999年、グラハム・ブルートン）
- ジョジョの奇妙な冒険 黄金の旋風（2002年、ポルナレフ[7]、イルーゾォ[7]）
- 電脳戦機バーチャロン マーズ（2003年、司令部）

### ナレーション
- スーパーJチャンネル（17:36〜「特集1」を担当）（テレビ朝日）
- トリハダ（秘）スクープ映像100科ジテン（テレビ朝日）
- トリハダ（秘）スクープ 特別編 世界のスゴイ映像100連発スペシャル（2011年3月22日、テレビ朝日）
- MLBハイライト（NHK-BS1）
- ワンナイR&R（フジテレビ）
- 笑いの金メダル（ABC）
- R30（TBS）
- テレつく!（日本テレビ）
- サバドル!（テレビ東京）
- チューニングBAR（BS-i）
- 四季のガーデニング生活（BSフジ）
- パオパオ アソビ★クリエイターズ（BS日テレ）
- Tokyo Stylish Party（BS日テレ）
- なるほど!ザ・ワールド（フジテレビ）
- ハッケン!!（フジテレビ）
- 勉強してきましたクイズ ガリベン（テレビ朝日）
- 釣り・ロマンを求めて（テレビ東京）
- 「しながわのチカラ第６回」（ケーブルテレビ品川）
- Wiiの間 料理Wiiテレビ 考えるレストラン（案内人エスコフィエの声）
- となりのマエストロ（毎日放送）
- テレビショッピング「ベアミネラル」（ナレーション）
- ビートたけしのTVタックル（テレビ朝日）
- UEFA EURO 2012 サッカー欧州選手権マガジン（WOWOW）
- 世界の衝撃映像グランプリ（2014年10月8日、テレビ朝日）
- 大都会 (テレビドラマ) シリーズ一挙放送！直前特集（BS11）
- 旧車TV レストア・ファクトリー（MONDO TV）
- 東映チャンネル番宣CM
- グッド・ドクター第1話冒頭ナレーション（フジテレビ）
- 松下奈緒のホリデーフライト ハワイ島〜グランピング&グルメで楽園ステイを極める〜（BSフジ）
- アクセルクリエイション「北海道函館とれたて美味いもの市」→「北海道とれたて美味いもの市」
- 都会を出て暮らそうよ BEYOND TOKYO（BSテレ東）
- 地域にエール！まちカケル（BSテレ東）

### その他コンテンツ
- 理科教室小学校6年生 - お兄さん（1988年度 - 1989年度）
- 東京国立博物館「対決 巨匠たちの日本美術」 - 音声ガイド（惹沖）
- KRラジオ図書館・劇画特集1 「ザ・シェフ」（1987年4月5日、TBSラジオ）